# 布雷特·艾特肯
布雷特·艾特肯（英語：Brett Aitken，1971年1月25日—），澳大利亚男子自行车运动员。他曾代表澳大利亚参加1992年、1996年和2000年夏季奥林匹克运动会自行车比赛，获得一枚金牌、一枚银牌和一枚铜牌。